# Clotário Luís Supico Pinto
Clotário Luís Supico Ribeiro Pinto GOC • GCC • OB (Lisboa, Anjos, 28 de junho de 1909 — Lisboa, Sacramento, 26 de abril de 1990), mais conhecido por Supico Pinto, foi um político ligado à União Nacional e ao Estado Novo, que entre outras funções foi Subsecretário de Estado das Finanças e Ministro da Economia do governo presidido por António de Oliveira Salazar.

## Biografia
Filho de Liberato Damião Ribeiro Pinto, militar e político da Primeira República Portuguesa, e de sua mulher Maria Augusta Supico, era licenciado em Direito pela Faculdade de Direito da Universidade de Lisboa. Nasceu na freguesia dos Anjos, em Lisboa, a 28 de junho de 1909, tendo sido batizado a 4 de dezembro do mesmo ano.
Foi deputado à Assembleia Nacional, Secretário do Ministro do Interior, Henrique Linhares de Lima (1934-1936), Vice-Presidente do Conselho Técnico Corporativo do Comércio e da Indústria (1936-1940) e a 28 de Agosto de 1940 foi nomeado Subsecretário de Estado das Finanças (1940-1944). A 6 de Setembro de 1944 substituiu Rafael Duque no cargo de Ministro da Economia, cargo que exerceu até à remodelação ministerial de 4 de Fevereiro de 1947. 
Apesar de ter sido indigitado para o cargo de Ministro dos Negócios Estrangeiros, não voltou ao governo, mas manteve-se muito próximo de Salazar, sendo membro destacado da União Nacional (a partir de de 1952, é membro da Comissão Executiva da União Nacional e, de 1957 a 1959 passa a integrar a Comissão Central daquela instituição) e procurador à Câmara Corporativa durante largos anos. Foi membro vitalício do Conselho de Estado e conselheiro privado de Salazar. Foi administrador de grandes companhias africanas.
Exerceu altos cargos de direcção como Administrador da Sociedade Agrícola Algodoeira e Membro do Conselho de Administração da Companhia de Seguros Bonança (entre 1947 e 1962).
Morreu a 26 de abril de 1990, na freguesia do Sacramento, concelho de Lisboa.

## Família
Casou em Lisboa, na casa da noiva, freguesia dos Mártires e área da 6.ª Conservatória do Registo Civil, a 4 de Abril de 1945 com Cecília Maria de Castro Pereira de Carvalho, fundadora e presidente do Movimento Nacional Feminino, de quem não teve descendência. Tiveram por padrinho de casamento Pedro Teotónio Pereira. Da atriz Maria Lalande teve uma filha natural, Isabel Maria Supico Pinto (Lisboa, 26 de Outubro de 1942), casada civilmente em São Paulo, São Paulo, a 9 de Junho de 1976 com Vasco Maria Vasques da Cunha de Eça da Costa e Almeida, 3.º Visconde de Maiorca, de quem foi segunda mulher, sem geração, e com geração de Francisco Pinto Balsemão.

## Condecorações
- Oficial da Ordem de Benemerência (6 de Julho de 1936)[3]
- Grande-Oficial da Ordem Militar de Nosso Senhor Jesus Cristo (30 de Abril de 1942)[3]
- Grã-Cruz da Ordem Militar de Nosso Senhor Jesus Cristo (5 de Fevereiro de 1948)[3]